# Tomis Nord (cartier în Constanța)
Tomis Nord' este un cartier din Constanța, împărțit în două zone: Tic-Tac și Cireșica. Există și o geamie pentru musulmani, construită în anul 2008.